# 女神咖啡廳
《女神咖啡廳》是瀨尾公治創作的日本漫畫作品，於《週刊少年Magazine》（講談社）2021年第12期起開始連載。本作是作者在《週刊少年Magazine》上的第6部連載，與前作《HITMAN 熱血編輯》的最後一話同時發表，和前前作《風夏》的時候相同。本作是一部浪漫喜劇，故事發生在神奈川縣的三浦海灘，以主人公祖母遺留下來的一家咖啡店為舞台，描繪主人公和五個女孩的共同生活。2022年9月8日宣布獲改編為電視動畫，於2023年4月7日至6月23日期間播出，第2季於2024年7月至9月播出。

## 劇情簡介
在東京求學的粕壁隼，因為接到奶奶的死訊而回到了闊別三年的老家，卻發現奶奶所經營的咖啡廳裡竟然住著五個女孩子。他本想拆掉這家店，與過去一刀兩斷，卻在跟這五個女孩子相處過程中想起了奶奶開店的初衷，打消了拆除老店的想法，並決定和這五個女生一起重新開始經營這家店。

## 登場角色

### 主要角色

#### 咖啡店「Familia」
粕壁幸子開設的咖啡廳，除了咖啡外還提供輕食類料理。雖然咖啡與料理都很美味，但本身沒什麼特色，所以生意不溫不火。店名『Familia』語出於西班牙語，意指「家人」。

###### 經營者
粕壁隼（聲：水中雅章、田中愛美(幼年期)）
東京大學錄取生，文一学部，19歲，生日是2001年7月30日。咖啡店「Familia」的第二代老闆。
小時候父母因車禍過世，由祖母撫養長大。性格被祖母评价是“毒舌，不坦率，但从不说谎”“比谁都怕寂寞”。上高中前和祖母幸子吵了一架之後獨自搬到東京。三年後因收到祖母的訃告而回到家鄉。原先打算將店面拆掉改建成停車場，但因祖母拜託櫻花準備的料理而回想起與祖母的回憶，在思考過後決定休學一年重新經營「Familia」。
當初之所以與祖母吵架，是因為無法接受她為了經營咖啡店而不惜對債主低身下氣，努力考上東京大學也是希望未來能賺大錢，對那些債主還以顏色。從高中時就在投資股票，所以有不少個人存款，原本就算咖啡店經營不理想也能維持一年，結果在重新開店前夕股票暴跌，導致資金一度緊缺。
长相与祖父大洋年轻时颇为相似，说话方式也被红叶的祖母洋子评价为与大洋一致。
下身尺寸颇为庞大，被甜品店的光头大叔称为“巨根大名”，隼本人对此则感到烦恼；温泉旅行时因为过于疲劳陷入昏睡而被五位女主角近距离观察了下身。
不擅长处理恋爱问题，面对几位女主角的告白、献吻甚至求婚基本上都是以“现在希望专注经营店面，无暇顾及恋爱”搪塞过去。
故事第二年的元旦过后决定从东大退学，专心经营咖啡店。2月时因股票大涨得以买下千代田食堂的土地，挫败了不破的计划。
粕壁幸子（聲：伊倉一惠）
「Familia」的前代老闆，舊姓松島，已逝。
在兒子夫婦车祸過世後，收養孫子隼。獨自經營咖啡廳「Familia」，但經營困難。在隼搬到東京期間雇用了櫻花五人，將她們視為家人。最後是在她們的陪伴下，笑著在被爐裡安詳地逝世。葬禮是由櫻花等人辦理，隼在祖母過逝一段時間後才得知她的死訊。
43歳時出國修行，曾為在米其林三星餐廳擔任主廚的知名廚師，擅長西班牙料理。原本計畫要到外國開店，並從此常住西班牙，但因為兒子與兒媳突發意外，為了照顧隼而取消。由於當時為開店所投注的大筆資金幾乎都付諸東流，為此欠下不少錢。雖然以她的廚藝，在國內開設一家人氣餐廳來還清債務絕非難事，但一來這樣會沒有時間照顧年幼的隼，二來如果讓隼知道自己的真實實力，敏銳的他一定會察覺到，自己是為了他，而放棄畢生夢想留在國內。為了隱瞞一切，幸子刻意限制「Familiar」的料理水平，讓咖啡廳的經營只停留在一般的水準，即便日子清貧也不在乎，周圍的知情者也都幫忙隱瞞。雖是如此，照顧隼的這十六年都是她的幸福時光，對此她完全不後悔。
年輕時曾在粕壁大洋開設的咖啡廳打工，與櫻花五人的祖母剛好都是同事，但彼此似乎都不知道這層關係，會雇用她們完全是因緣機會下的意外。

###### 員工
幕澤櫻花（聲：青木瑠璃子）
專門學校生，19歲，生日是2001年3月7日。紅色公主辮的傲嬌女孩，毒舌，极度害怕昆虫。
熱愛著「Familia」，所以與一開始要拆掉咖啡廳的隼经常吵架，但在了解到他是認真當任店長後關係就緩和許多，不過兩人還是經常鬥嘴。不擅長料理，唯一拿的出手的料理是隼的祖母所傳授的雜燴飯。就讀服飾系專門學校的學生，「Familia」現在的制服都是由其所製作。
隼曾为了吓唬不破的孙子，而替她取了一個“狂犬之樱花”的绰号，讓她被誤以為是實力高強的混混打手。
有一位雙胞胎妹妹橘花。家裡是祖父母輩就都從東京大學畢業的菁英家庭，所以自己也被灌以同樣的期望，但她因為想成為服裝設計師而與父母產生矛盾。為了緩解爭執，橘花代替姐姐考上東京大學，這讓櫻花有著一種強迫妹妹努力的罪惡感，在就讀專校時便藉機離家，輾轉來到「Familia」打工。
第二年的1月告知其他人自己已获得去法国时尚界的进修资格，本人也趁业余时间自修了法语，1月底辞职，暂时離開。登机前動用在“献吻审判”時得到的接吻權，在机场向隼献吻，理由是與平時吵架的人留下這種「糟糕的回憶」，隼就不會因為她的離開感到寂寞了。在一個月之後，以參加學校的畢業典禮為理由回到了日本。私下對隼坦白，因為工作不順，已被法國的公司辭退。在心灰意冷之際接受準的安慰與鼓勵後振作，並再度回到「Familia」工作。此事過後，開始理解為什麼其他人會喜歡上隼。在宮古島的旅行中，承認了自己其實在前往法國之前就喜歡上了隼。
鶴河秋水（聲：鈴代紗弓）
翔德高中3年級，18歲，生日是2003年1月20日。空手道部部員。藍色馬尾的元氣冒失女，却意外地精通法语。喜歡給人起暱稱。
武力強大，擅長踢擊，拥有多种佩戴的面具。有一套自己的行事準則，是個不會看氣氛的人。
隼有时会称她为“鶴河二等兵”。喜欢并擅长《街头霸王》，平常时不时还会喊出“波动拳”“升龙拳”，甚至希望实际打出波动拳。脱线的行为经常惹怒隼，使他露出修罗一般的表情。
同隼类似，小时候父母因事故去世，自己的祖母胜代收留了很多附近的儿童。对祖母感情很深，祖母被误诊阿茲海默症后离家，发誓祖母未痊愈就不回来。
因在空手道部的出色表现，获得白菊和流星所在大学的推荐。
月島流星（聲：山根綺）
大學2年級，20歲，生日是1999年8月7日，員工中最年長的人。茶色雙馬尾的小惡魔系女大學生。
喜歡喝紅酒。擅長待人接物，與周圍商鋪的關係非常好；但不擅长对付猫。
看似開朗，其實很渴望被人需要的感覺。
在員工中是特別勤奮的一位，不只在沒有排班的時候也會幫忙店務，空閒時還積極在宣傳上花心思。
十五年前曾為大紅大紫的天才童星，出演過很多作品。母親很有野心，支持她積極發展演藝事業，流星也因為認為這樣能讓父母開心而努力，但父親擔心她太過勞累，勸她不要勉強自己，這樣的理念差異導自父母的分歧越來越大。最後流星在長大後失去人氣，不得不退出演藝圈，父母也因理念不合而離婚。這樣的結果讓她懊悔不已，為了擺脫過去而來到沒有人認識的地方重新生活，機緣巧合下進入「Familia」打工，在幸子的開導下漸漸放下過去，所以視她為恩人，也因此重視「Familia」，至今仍為了提升業績而不斷努力，讓隼等人非常擔心她會過勞。
後來在隼的關心下，漸漸對他產生好感，第三个向隼告白。在白菊的“献吻审判”后也获得接吻权，和隼进行高中制服约会后要求隼采取“不经意的吻”，得偿所愿。
小野白菊（聲：和氣杏未）
大學2年級，20歲，生日是1999年11月11日。與流星就讀同一所大學。姬髮式的鮑伯頭。
性格溫和文靜，平常是如同大和抚子一般的女性。擅長料理，現今「Familia」的菜色主要由她負責。
酒量和酒品都很差，只要碰到酒就會性情大變，變成喜歡聞別人味道的放蕩女色狼，但本人因為不會記得醉酒時期的記憶而毫無自覺。
父親曾為幸子的學生，小時候曾跟著父親拜訪過幸子，在那時與隼有一面之緣。十分崇拜幸子的廚藝，為了向她學習而來到「Familia」打工，幸子答應在工作閒暇期間能教授她廚藝，代價是要向隼保密。
對隼有好感，自认是第一个喜欢隼的人，她曾發過誓，如果有天隼要回來繼承咖啡廳，她會在旁全力支持。
第二个向隼告白，于平安夜第一个向隼献吻，但因為她平時發酒瘋的先例，隼一度以為她只當作是喝醉下的無意識行為。她本人在了解後，因自己的酒後行徑而大受打擊。而她對隼献吻的行為引發了“献吻审判”，經過「判決」後讓「Familia」的其他員工都獲得一次與隼接吻的權利。。
本為长发，在幸子去世后剪短。
鳳凰寺紅葉（聲：瀨戶麻沙美）
自由業，19歲，生日是2000年12月1日。店員中唯一繼承前店長咖啡手藝的人。
有著一頭金色短髮，平時態度冷淡，其實外冷內熱。喜歡吃巧克力香菸糖，意外地怕鬼。
加入了朋友組成的樂團，擔任主唱與吉他手，在打工以外的時間會去樂團練習，打烊後會在咖啡店裡作曲。
出身於名門，由於父親早逝而成為家族唯一的繼承人，一年前被母親要求加入家族事業，並盡早相親結婚。紅葉雖然無法接受，但也不敢反抗母親，只能提出至少給予一年的時間來自由生活。至隼重新開店的一段時間後，一年的期限正好期滿，原本紅葉已經認命，但在隼的鼓勵下面對母親，最終被同意繼續現在的生活。事後對隼開始有了好感，第一个对隼告白。自己生日当天直接告诉隼自己的生日愿望就是和隼结婚，但被隼搪塞过去。在白菊的“献吻审判”后直接对隼进行舌吻。
雁谷崎零
翔德高中3年級，18歲，空手道部主将，秋水的同期及竞争者，身高173cm，也获得了白菊和流星所在大学的推荐资格。
是秋水曾提到的自己之前从未战胜过的对手，在秋水获得隼的建议后被第一次击败，因而在故事第二年的1月来到咖啡厅要求和秋水再比一次。性格天然，机缘巧合之下误以为familiar和千代田食堂全员11人都是武道高手，希望留下打工并修行。在樱花到法國進修時，替補了她的工作，直到櫻花回來後，改換到千代田食堂上班。
人气投票
| 次数           | 幕泽樱花 | 幕泽樱花 | 鹤河秋水 | 鹤河秋水 | 月岛流星 | 月岛流星 | 小野白菊 | 小野白菊 | 凤凰寺红叶 | 凤凰寺红叶 |
| 次数           | 票数     | 顺位     | 票数     | 顺位     | 票数     | 顺位     | 票数     | 顺位     | 票数       | 顺位       |
| -------------- | -------- | -------- | -------- | -------- | -------- | -------- | -------- | -------- | ---------- | ---------- |
| 第一次(第6话)  | 745      | 5        | 1004     | 3        | 1072     | 2        | 1473     | 1        | 956        | 4          |
| 第二次(第22话) | 1414     | 2        | 1045     | 3        | 722      | 5        | 970      | 4        | 1514       | 1          |
| 第三次(第51话) |          | 5        |          | 4        |          | 3        |          | 2        |            | 1          |
| 濑尾作品全系列 | 486      | 11       | 493      | 10       | 1366     | 4(并列)  | 841      | 8        | 2682       | 2          |
| 第四次         |          | 2        |          | 5        |          | 3        |          | 4        |            | 1          |

###### 其他关系者
幸子（聲：田中愛美）
原本是流浪的奶牛猫，6人经商议和投票后以4:2通过被收养。虽然是公猫，但因为是在祖母的房间被发现，还是得名“幸子”。
隼的女兒（聲：稗田寧寧）
仅在第27话“未来篇”登场。与曾祖母幸子年轻时的长相颇为相似，发现了五位女主角在海边游玩时的照片，表示自己的母亲就是其中一人。
幕澤橘花（聲：上坂堇）
樱花的双胞胎妹妹，东大在读生。外貌上與姐姐幾乎一模一樣。
和姐姐一样傲娇、毒舌，刚见面就对其他五人进行不礼貌的评价，引起了樱花的憤怒，演變成姊妹吵架，经隼调解后和好。
事後发现隼长得很像某个人。
樱花和橘花的父亲（聲：若林佑）
过去的东大毕业生，和隼一样是文学部，现在的职业是警察。单方面误以为隼和樱花的关系是以结婚为前提的交往，发现隼是靠谱的青年后表示支持。
樱花和橘花的母亲（聲：恆松步）
月島流凛（聲：櫻庭有紗）
流星的生母，在流星小时和流星的父亲因对流星教育方式产生巨大分歧而离婚，拿到流星的抚养权并要求流星父亲支付抚养费，並在流星20岁前不得与其见面。
非常崇拜电影演员出身的流星的祖母姐川由美子，所以也期望成為演員，但因為沒有出名而不得不放棄。在流星成為童星後，對她給予过高的期待，导致母女二人关系破裂。目前罹患癌症晚期，本已只有3个月可活，被流星以“母女吵架”的方式说服，接受治疗，得以延长寿命。
流星的父亲（聲：金光宣明）
流星的生父，本名不詳。
擔憂流星在演藝工作上勉強自己，與妻子發生爭執。在忍無可忍之下提出離婚協商，卻被妻子雇用了律師逼得走投無路，不只必須支付流星到成年前的抚养费，同時在其成年前不能有一切接觸，也因此被迫搬離住處，讓不明所以的流星誤以為是父親拋下她不管。
原本不想打扰流星可能的幸福生活，偶然在电视上看到流星为Familia拍摄的宣传片，前去拜访流凛时发现对方已罹患癌症晚期。找到Familia希望让流星劝说流凛接受治疗。
小野贤雄（聲：樫井笙人）
白菊的父亲，东京米其林三星西班牙料理店Crisantemo的主厨。认识幸子并曾拜在其门下接受指导。
红叶的母亲（聲：本田貴子）
年轻时是外交官，希望红叶尽早回家继承凤凰寺家家业。在与红叶交涉时对隼保持关注，认出他是幸子的孙子，经隼为红叶带来反抗的勇气后同意红叶继续自由生活，离开时自语道“如果是那两个人的孙子，把女儿交给他也无妨”。

### 其他角色
不破重久（聲：飛田展男）
幸子的債主。曾為外交官，在當地很有勢力，其父亲是大藏省的高官。性格傲慢，喜歡仗勢欺人。年轻时曾试图强行搭讪松岛幸子，并与粕壁大洋发生过数次冲突，因而在成为幸子的债主后常常刁難幸子。
故事第二年的2月发现自己被隼和莉莉歌联合欺骗后，盛怒下打算买下千代田食堂的土地并赶走莉莉歌等人，结果被隼捷足先登，在隼说出和大洋类似的话后对隼恨意也加深不少。
不破的孙子（聲：岡本幸輔）
与祖父年轻时类似是个不良，樱花祭时因强行搭讪幕泽樱花而与隼结怨，后多次策划及参与针对「Familia」的骚扰，被秋水和零狠狠教训过。
魚屋的大叔（聲：木村隼人）
和菓子屋的阿姨（聲：竹內惠美子）

#### 咖啡店「Family」
不破為鬥垮「Familia」而特別建立的咖啡廳，不只店名是抄襲，連店員也刻意找相似的人。店的規模是「Familia」的三倍，還附設停車場。料理的種類多樣，咖啡豆也是高級品。但除了簡單的料理會由店員製作外，大多食物都是冷凍食品。
後來計畫失敗而倒閉，不破將錯誤全怪罪在員工身上，不只將她們趕出租屋處，還要她們承擔解體的費用。莉莉歌在與隼商量後，向他借錢將「Family」買下，改建成「千代田食堂」，定位改成日式定食屋，避免與「Familiar」競爭。后来千代田食堂的土地也被隼一并买下。

###### 員工
千代田莉莉歌（聲：竹達彩奈）
現役偶像，19歲。為了提升人氣而答應不破的條件，成為「Family」的招牌店員，对标流星。過去在電視台曾與流星有過數面之緣，對她抱有很強的競爭意識。
為了增加人氣而有在兼任YouTuber，然而在一次的直播中意外將「Family」的成立目的曝光，成為倒店的最後一根稻草。「Family」倒閉後，不只被迫負債，還被事務所趕出，幾乎到山窮水盡的狀態。在流星的鼓勵下振作，重新以經營YouTuber為主業出發。
後在隼的建議下，利用不破對粕壁家的仇恨心態，假裝自己藉由博取同情，向隼在沒有借據的情形下借錢，並打算事後賴帳，讓不破高興的以成本價的一半將「Family」賣給她。當然實際上借據有好好的給隼，使其成為自己的老闆。
支援流星的恋爱。
高崎舞乙（聲：高橋李依）
自由業者，20歲。有時兼職讀者模特兒。在「Family」的设定是对标樱花的傲娇服务生，真实性格并不傲娇，反而热衷恋爱方面的八卦。
担任“白菊偷吻事件”的法官，判决其他四位女主角也有同隼接吻的权利。
宗谷萌美（聲：上田麗奈）
大學3年級，21歲，五人中唯一的學生。在「Family」的设定是对标白菊的清纯大和抚子厨师，但本人的性格其實更為活潑。
老家是知名日本料理店「宗谷花壇」，擅長料理。在「Family」改建成「千代田食堂」後成為店裡的廚師，但因為她在大學畢業後就必須回家繼承家業，所以正努力教導其他人的廚藝。
戴上不同的头饰会变成不同的性格，主要是戴上厨师帽就会变得异常严厉。支援白菊的恋爱。
吉野碧流（聲：花澤香菜）
自由業者，19歲。立志成為小說家。在「Family」的设定是对标秋水，讲笑话的气氛组服务生，但本人其實很不擅長搞笑。
「Family」解体后会去「Familia」写作，將「Familia」六人的關係看作是戀愛喜劇類型的小說來旁觀。因红叶需要撰写歌词而和红叶成为写作组变得关系亲密，支援红叶的恋爱。
而在得知櫻花要去法國與零要做為新店員入職時極為震驚，形容成女角色中途畢業後又加入新角色的套路劇情，讓女主角之爭更混亂了。
瓦倫提娜·吾妻（聲：芹澤優）
旅人，18歲，巴西日本混血的短发黑肤少女，性格跳脱，父母都是卡波耶拉武者。
在「Family」的设定是对标红叶的咖啡师。「Family」解体后和同是武者的秋水非常合拍。在零入替后也会和零交流武道。

#### 昭和时代的咖啡店「Familiar」
粕壁大洋
店长。隼的祖父，年轻时长相与隼非常接近。1961年（昭和36年）收留来东京打工的幸子。
松岛幸子（聲：鬼頭明里）
即后来成為隼的祖母粕壁幸子。石川县出身，擅长料理。
20岁从老家来东京打工时原本想找纯料理方面的工作，来到「Familiar」求职时发现和自己预期不一致，打算离开时却被脱线的胜代强行拉入店中工作。晚上代替春惠做了咖喱料理被众人夸奖后打消离开的想法，成为其他五人的后辈。
次年的情人节因被大洋从不破的搭讪中救出，向大洋赠送代替巧克力的羊羹。
龙田胜代（聲：佐藤智惠）
秋水的祖母。年轻时和秋水一样是黑发马尾冒失娘，经常打翻店里的杯子而惹怒大洋，称大洋为队长，大洋则称她为“龙田二等兵”。
结婚后成为鹤河胜代。因渐渐不记得身边人而被误诊罹患阿尔茨海默，也导致秋水的出走。后被隼当面喊出“龙田二等兵”唤醒了记忆，接受了手术治疗，失智症也有了好转的迹象。
姐川由美子
流星的祖母。年轻时也是金色双马尾，幸子认为她长得同人偶一样。后来成为电影演员被流凛所憧憬。
八重山春惠（聲：平野文）
樱花和橘花的祖母。年轻时和樱花一样也是负责咖啡店的裁缝工作，不擅长料理。
结婚后成为幕泽春惠。在樱花的父亲要求樱花带隼来家里拜会时见到了隼，惊讶到隼的长相与大洋太过相似而打翻了茶杯，甚至不禁脱口而出喊道“大洋先生”。
千早洋子
红叶的祖母。年轻时和红叶一样是短发，发色是黑棕色，有凛然的气质。
结婚后成为凤凰寺洋子。知晓红叶向隼求婚之后以绑架的方式召见隼，称隼“脸、眼神、说话方式还有勾住女人的地方”都与祖父很像。逼问隼如何处理众人的关系，在隼回答出和当年幸子类似的话后暂时放过了他。
似乎喜欢大洋，但在看到幸子率先向大洋送出羊羹后将自己准备好的情人节礼物丢弃；后来嘱咐红叶在情人节一定要向隼送出羊羹。
宫古明美
白菊的祖母。年轻时是绿色长发的大和抚子，却和白菊一样酒后就会变成色狼。
结婚后成为小野明美。

## 出版書籍
| 卷數 | 講談社         | 講談社                                                  | 東立出版社     | 東立出版社             |
| 卷數 | 發售日期       | ISBN                                                    | 發售日期       | ISBN                   |
| ---- | -------------- | ------------------------------------------------------- | -------------- | ---------------------- |
| 1    | 2021年5月17日  | ISBN 978-4-06-523407-5                                  | 2022年1月17日  | ISBN 978-957-26-8198-5 |
| 2    | 2021年7月16日  | ISBN 978-4-06-524008-3                                  | 2023年2月17日  | ISBN 978-957-26-8199-2 |
| 3    | 2021年9月16日  | ISBN 978-4-06-524832-4                                  | 2023年5月11日  | ISBN 978-957-26-9336-0 |
| 4    | 2021年12月17日 | ISBN 978-4-06-526289-4                                  | 2024年8月9日   | ISBN 978-626-360-546-6 |
| 5    | 2022年3月17日  | ISBN 978-4-06-527290-9                                  | 2024年10月31日 | ISBN 978-626-02-2089-1 |
| 6    | 2022年6月17日  | ISBN 978-4-06-528182-6                                  |                |                        |
| 7    | 2022年9月16日  | ISBN 978-4-06-528662-3                                  |                |                        |
| 8    | 2022年11月17日 | ISBN 978-4-06-529633-2                                  |                |                        |
| 9    | 2023年2月17日  | ISBN 978-4-06-530576-8                                  |                |                        |
| 10   | 2023年4月17日  | ISBN 978-4-06-531253-7 ISBN 978-4-06-531254-4（特装版） |                |                        |
| 11   | 2023年7月14日  | ISBN 978-4-06-532185-0                                  |                |                        |
| 12   | 2023年10月17日 | ISBN 978-4-06-532897-2                                  |                |                        |
| 13   | 2023年12月15日 | ISBN 978-4-06-533905-3                                  |                |                        |
| 14   | 2024年2月16日  | ISBN 978-4-06-534566-5                                  |                |                        |
| 15   | 2024年5月16日  | ISBN 978-4-06-535509-1                                  |                |                        |
| 16   | 2024年7月17日  | ISBN 978-4-06-536166-5 ISBN 978-4-06-536132-0（特装版） |                |                        |
| 17   | 2024年10月17日 | ISBN 978-4-06-537127-5                                  |                |                        |
| 18   | 2025年1月17日  | ISBN 978-4-06-538073-4                                  |                |                        |
| 19   | 2025年4月16日  | ISBN 978-4-06-539094-8                                  |                |                        |
| 20   | 2025年7月16日  | ISBN 978-4-06-540004-3                                  |                |                        |

## 電視動畫

### 主題曲
第1季
片頭曲命運共同體！
作词、主唱：音莉饴，作曲：音莉饴、，编曲：MARUMOCHI
片尾曲
作词：上坂梨沙，作曲、编曲：盐野海，主唱：
插入曲My Standard（第5話）
作詞：，作曲、編曲：，主唱：鳳凰寺紅葉（瀨戶麻沙美）
第2季
片頭曲
作词、作曲、主唱：小玉光，编曲：Naoki Itai
片尾曲
作词、作曲、编曲：，主唱：Aglio olio e peperoncino

### 各話列表
| 話數   | 日文標題 | 中文標題         | 劇本       | 分鏡            | 演出     | 作畫監督 | 總作畫監督 | 首播日期      |
| 第1季  | 第1季    | 第1季            | 第1季      | 第1季           | 第1季    | 第1季 | 第1季 | 第1季         |
| ------ | -------- | ---------------- | ---------- | --------------- | -------- | --- | --- | ------------- |
| 第1話  |          | 家庭             | 大知庆一郎 | 桑原智          | 武藤公春 | Lee jae-han、Kim eun-sun Kim yu-seon、Yoon jeong-hye Song hyeon-ju、Choi eun-yeong Park eun-ah、Kim seo-jin Park song-hwa、Baek yeon-ju Kim jong-beom                                                             | 氏家章雄、岩崎令奈 時乃、北岛勇树 高桥渚、川村裕哉 Son ghyeon-ju                                               | 2023年 4月7日 |
| 第2話  |          | 与奶奶的约定     | 大知庆一郎 | 桑原智          | 尾上皓纪 | Kim bong-duk、Kim hyun-kyung Kim hee-jung、An yung-yu、Yun jihye Jung jin-yung、、新名昭彦、Re岳 | 氏家章雄、岩崎令奈 時乃、北岛勇树                                                                              | 4月14日       |
| 第3話  |          | 開店！           | 森田真由美 | 濑藤健嗣        | 神崎雄二 | Hwang yeong-sik、Choi jong-gih 時乃、善似郎、 | 氏家章雄、岩崎令奈 北岛勇树、山下悟 Re岳                                                                       | 4月21日       |
| 第4話  |          | 櫻花祭！         | 大知慶一郎 | 桑原智          | 川西泰二 | Park eun-ah、Baek yeon-ju Kim jong-boem、Yun jeong-hye Kim yu-seon、Kim eun-seon Lee jae-han | 氏家章雄、岩崎令奈 時乃、北岛勇树 善似郎、Re岳                                                                 | 4月28日       |
| 第5話  |          | 休息日           | 大知慶一郎 | 上間由梨 桑原智 | 上間由梨 | Song hyun-ju、Kim yoo-sun Jeong eun-hee、Yoon jeung-hae 孫建清、李傑、趙越、楊克儉、張吉 Lee Min-bae、日影工房 | 氏家章雄、岩崎令奈 時乃、北島勇樹 、Re岳 奧島大介、壽夢龍                                                      | 5月5日        |
| 第6話  |          | 兩個月！         | 森田真由美 | 桑原智          | 平向智子 | Shin sung-min、Kim hyeon-kyung Ko yu-il、An young-yu、Jeon jong-min | 氏家章雄、岩崎令奈 時乃、山下悟 本田敬一、米本奈苗 Re岳                                                        | 5月12日       |
| 第7話  |          | 我的一年         | 大知慶一郎 | 桑原智          | 松島未惠 | Song hyun-ju、Yoon jeong-hye Jeong eun-hee、Jo hye-jung Song hyun-ju、Mubon hyeong-jun Lee seung-hui、EverGreen 無錫弘興動画制作有限公司                                                                          | 氏家章雄、岩崎令奈 山下悟、寿夢龍 北島勇樹、奥嶋大介 、Re岳 笛木優奈                                           | 5月19日       |
| 第8話  |          | 海之家！         | 森田真由美 | 桑原智          | 前田基匡 | Kim bon-bork、Kim hyun-kyung Go yu-il、Sin sung-min、Jun jong-min Jung jin-yung | 氏家章雄、岩崎令奈 山下悟、奥嶋大介 、Re岳 笛木優奈、時乃                                                      | 5月26日       |
| 第9話  |          | 流星和她的過去   | 森田真由美 | 桑原智          | 松村幸治 | 宫井加奈、高野晃久、崎本小百合 宫岛仁志 | 潮月一也 | 6月2日        |
| 第10話 |          | 櫻花和橘花       | 大知慶一郎 | 桑原智          | 松島未惠 | Hwang young-sik、Choi jong-gih Kim hyeong-gyeong、Ha yeon-jeong Song hyun-ju、Song seung-taek 魏麗娟、野崎、壽夢龍                                                                                                | 氏家章雄、岩崎令奈 時乃、米本奈苗 Re岳、山下悟 、笛木優奈                                                      | 6月9日        |
| 第11話 |          | 戀愛的煙火       | 大知慶一郎 | 桑原智          | 上間由梨 | Kim bong-duk、Kim hyun-kyung Go yu-Il、Ha yun-jung、Yeon ji-hye 壽夢龍、佐藤好 | 氏家章雄、岩崎令奈 奧島大介、時乃 山下悟、 笛木優奈、                                                          | 6月16日       |
| 第12話 |          | 二次邂逅         | 大知慶一郎 | 桑原智          | 川西泰二 | Hwang young-sik、Choi jong-gih Song hyun-ju | 野口征恆、氏家章雄 岩崎令奈、奥嶋大介 時乃、山下悟 、Re岳 笛木優奈、 壽夢龍、佐藤好                            | 6月23日       |
| 第2季  |          |                  |            |                 |          | | |               |
| 第13話 |          | Familia的黑影    | 大知慶一郎 | 桑原智          | 武藤公春 | 趙歡花、丸山修二、 大橋圭、高橋信也、道見茅野 川村裕哉、Han Eun-mi Song Hyeon-ju | 氏家章雄、岩崎令奈 奧島大介 Song Hyeon-ju 佐藤好 Park Ki-deok 中西浩司、山下悟 上野千尋、百百真廣              | 2024年 7月5日 |
| 第14話 |          | 晴天霹靂         | 大知慶一郎 | 桑原智          | 山下悟   | 山下悟、前田園香、道見茅野 百百真廣、中西浩司、白井紅葉 Kim Bong-duk、Ko Yu-il、日影工房 | 野口征恆、氏家章雄 岩崎令奈、奧嶋大介 山下悟、佐藤好 上野千尋、大橋圭                                          | 7月12日       |
| 第15話 |          | 反擊的一手       | 森田真由美 | 桑原智          | 松島未惠 | 中西浩司、山縣、 道見茅野、Park Mi-young Park Mi-yeon、Jeon Jun-seong Song Hyeon-ju、Choi Eun-yeong Mubon Hyung-jun、Bae Jae-un Shin Seung-sook、Choi Hye-jeong                                                   | 野口征恆、氏家章雄 岩崎令奈、奧嶋大介 百百真廣、重松遙                                                         | 7月19日       |
| 第16話 |          | 男女11名共同生活 | 大知慶一郎 | 山岡實          | 山岡實   | 中西浩司、趙歡花、 百百真廣、高橋信也、Go Yu-il Cho Mi-jeong | 氏家章雄、岩崎令奈 八鍬友美 上野千尋、重松遙 佐藤好、大橋圭 和田薰、新名昭彥 Park Ki-duk                       | 7月26日       |
| 第17話 |          | Familia一行人    | 森田真由美 | 桑原智          | 川西泰二 | 百百真廣、高橋信也、道見茅野 趙歡花、Yoon Seung-hyun Jang Sang-mi、Kim Seong-beom | 氏家章雄、岩崎令奈 八鍬友美 上野千尋、重松遙 佐藤好、和田薰 新名昭彥 Lim Ji-hyun                               | 8月2日        |
| 第18話 |          | 惡夢的結束       | 森田真由美 | 桑原智          | 山下悟   | 山下悟、淺間英裕、古福大吾 道見茅野、新名昭彥 Hwang Mi-jeong、Cho Mi-jeong | 氏家章雄、岩崎令奈 八鍬友美、重松遙 百百真廣、和田薰 高橋信也                                                  | 8月9日        |
| 第19話 |          | 無眠之夜         | 森田真由美 | 桑原智          | 神原敏昭 | 百百真廣、山縣、中西浩司 趙歡花、Yoon Seung-hyun Jang Sang-mi、Kim Seong-beom | 野口征恆、氏家章雄 岩崎令奈、百百真廣 淺間英裕、八鍬友美 重松遙、上野千尋 和田薰、佐藤好                       | 8月16日       |
| 第20話 |          | 可不是在開玩笑   | 大知慶一郎 | 桑原智          | 松島未惠 | 百百真廣、高橋信也、八鍬友美 中西浩司、山縣、山下悟 、古福大吾、道見茅野 日影工房、 Goo Gyeung-ok、Kim Jung-rim Park Soo-in、Lee Gyeoung-soon Hong Mi-gyeoung                                                     | 野口征恆、氏家章雄 岩崎令奈、奧嶋大介 重松遙、淺間英裕 和田薰                                                  | 8月23日       |
| 第21話 |          | 母與女           | 森田真由美 | 上間由梨        | 上間由梨 | 中西浩司、山下悟、高橋信也 Bae Jae-un、Song Hyeon-ju Shin Seung-sook、Lee Seung-hee 、日影工房 北京寫樂美術藝術品有限公司 Kim Yeong-seop、Jeon Joon-seong                                                         | 野口征恆、氏家章雄 岩崎令奈、八鍬友美 淺間英裕、重松遙 和田薰、米本奈苗 Lim Ji-hyun                            | 8月30日       |
| 第22話 |          | 聖誕派對         | 大知慶一郎 | 山岡實          | 山岡實   | 中西浩司、大橋圭、百百真廣 趙歡花、高橋信也、新名昭彥 山下悟、道見茅野、小西有沙 Kim Yeong-seop、Jeon Joon-seong Jo Mi-jung、Seo Sun-young、周晨 周婧                                                             | 氏家章雄、岩崎令奈 八鍬友美、重松遙 上野千尋 淺間英裕、和田薰                                                  | 9月6日        |
| 第23話 |          | 親吻、喜歡和想法 | 大知慶一郎 | 桑原智          | 山下悟   | 古福大吾、茅原渡、中西浩司 新名昭彥、小西有沙 善似郎、長谷川早紀 山縣、章雄、陳越、姜裙軍 Yoon Seung-hyun、Jang Sang-mi Kim Seong-beom                                                                            | 野口征恆、氏家章雄 岩崎令奈、八鍬友美 重松遙、百百真廣 和田薰、上野千尋 高橋信也、米本奈苗 淺間英裕、大橋圭    | 9月13日       |
| 第24話 |          | 最後的雜燴飯     | 大知慶一郎 | 桑原智          | 川西泰二 | 茅原渡、趙歡花、中西浩司、古福大吾 新名昭彥、山下悟、小西有沙 澀谷一彥、丸山修二、善似郎 米本奈苗、長谷川早紀、山縣 道見茅野、Kim Yeong-seop Park Sang-ho、Jeon Joon-seong Park Mi-yeon、李慶、劉軍 米川 Yonekawa | 野口征恆、氏家章雄 岩崎令奈、八鍬友美 重松遙、Lim Ji-hyun 百百真廣、淺間英裕 和田薰、高橋信也 上野千尋、大橋圭 | 9月20日       |

### 藍光&DVD
| 卷數  | 發行日期       | 收錄話數       | 規格編號   |
| 第1季 | 第1季          | 第1季          | 第1季      |
| ----- | -------------- | -------------- | ---------- |
| 1     | 2023年7月26日  | 第1話－第3話   | MJHX-02038 |
| 2     | 2023年8月23日  | 第4話－第5話   | MJHX-02039 |
| 3     | 2023年9月27日  | 第6話－第7話   | MJHX-02040 |
| 4     | 2023年10月25日 | 第8話－第9話   | MJHX-02041 |
| 5     | 2023年11月22日 | 第10話－第12話 | MJHX-02042 |
| 第2季 |                |                |            |
| 1     | 2024年10月23日 | 第13話－第15話 | MJHX-02055 |
| 2     | 2024年11月27日 | 第16話－第18話 | MJHX-02056 |
| 3     | 2024年12月25日 | 第19話－第20話 | MJHX-02057 |
| 4     | 2025年1月22日  | 第21話－第22話 | MJHX-02058 |
| 5     | 2025年2月26日  | 第23話－第24話 | MJHX-02059 |

## 外部連結
- 漫畫連載網站（日語）
- 漫畫官方的X（前Twitter）
- 電視動畫官方網站（日語）
- 電視動畫第2季官方網站（日語）
- 電視動畫官方的X（前Twitter）